# Janina Gavankar
Janina Zione Gavankar (/dʒəˈniːnə ɡəˈvɑːnkər/; sinh ngày 29 tháng 11 năm 1980) là một nữ diễn viên kiêm ca sĩ người Mỹ.

## Danh sách phim

### Điện ảnh
| Năm  | Tên                                    | Vai            | Ghi chú |
| ---- | -------------------------------------- | -------------- | ------- |
| 2001 | Why Is God...                          | Mina           |         |
| 2003 | Dark                                   | Kaya           |         |
| 2005 | Just Speak                             | Melody         |         |
| 2005 | Cup of My Blood                        | Iona           |         |
| 2008 | Shattered!                             | Maria          |         |
| 2009 | Indian Gangster                        | Geeta          |         |
| 2010 | Quantum Quest: A Cassini Space Odyssey |                |         |
| 2010 | Men, Interrupted                       | Cece Twain     |         |
| 2011 | The Custom Mary                        | Ms. Rime       |         |
| 2011 | Victory or Death                       | Selah          |         |
| 2012 | Satellite of Love                      | Michelle       |         |
| 2013 | Who's Afraid of Vagina Wolf?           |                |         |
| 2013 | The Final Moments of Karl Brant        | Det. Hostetler |         |
| 2014 | Code Academy                           |                |         |
| 2014 | Think Like a Man Too                   | Vanessa        |         |
| 2017 | The Vanishing of Sidney Hall           | Gina           |         |
| 2017 | Star Wars: The Last Jedi               |                |         |
| 2018 | Blindspotting                          | Val            |         |
| 2018 | White Orchid                           | Tina           |         |
| 2024 | Borderlands: Trở lại Pandora           | Chỉ huy Knoxx  |         |
| TBA  | Cortex                                 | Sama           |         |